# Hurts
Pour le groupe de rock américain, voir Hurt (groupe).
Hurts est un groupe de pop et synthpop britannique, originaire de Manchester, en Angleterre. Il est composé du chanteur Theo Hutchcraft et du joueur de synthétiseur Adam Anderson.
Leur premier album intitulé Happiness est sorti le 6 septembre 2010 (le 15 novembre 2010 en France). La chanteuse Kylie Minogue fait son apparition dans cet album sur la chanson Devotion. Jusqu'à présent, quatre singles issus de ce premier opus sont sortis : Wonderful Life, Stay, Better Than Love et Sunday. Leur second album, Exile, est sorti en 2013, leur troisième opus, Surrender, en 2015, Desire, en 2017 et Faith, en 2020.
Avant de former Hurts en 2009, les deux chanteurs faisaient partie en 2006 d'un groupe appelé Bureau, rebaptisé Daggers en 2007.

## Biographie

### Origines (2005–2008)
Theo Hutchcraft et Adam Anderson se rencontrent dans une boite de nuit de Manchester en 2005. Durant cette soirée bien arrosée, ils font connaissance et parlent de musique, réalisant ainsi qu'ils avaient de nombreux points communs. Dès lors, les deux jeunes hommes décident de former un groupe. Pendant quelques mois, ils s'échangent musique et chansons via e-mails, avant de former le groupe Bureau en mars 2006. Ils signent alors chez le label High Voltage Sounds et réalisent leur premier double single After Midnight / Dollhouse en novembre.
En 2007, Bureau se sépare mais, Adam et Theo décident de former un nouveau groupe, Daggers. En 2008, Daggers travaille avec les producteurs Biff Stannard et Richard X, mais après un show-case désastreux au A&R de Londres, Theo et Adam décident de retourner à Manchester pour réfléchir quant à l'avenir du groupe. Entre-temps, ils enregistrent ensemble une ballade nommée Unspoken, et décident finalement d'œuvrer à l'avenir en duo. Le 30 janvier 2009, Daggers annonce sur Myspace la séparation du groupe.

### Débuts (2009)
Maintenant appelé Hurts, le duo enregistre une vidéo amateur Wonderful Life et la poste sur YouTube le 27 juillet 2009. Ils sont nommés « groupe du jour » par le magazine The Guardian. Cette nomination crée le buzz autour du duo et le 7 décembre de la même année, ils annoncent la réalisation de quelques chansons pour Sound of 2010, une figure industrielle de musique dirigée par la BBC. Alors que quelques spots promo seront diffusés sur BBC Radio 1, ainsi que le titre Wonderful Life, Hurts est invité à participer aux Maida Vale Studios le 9 décembre 2009 pour le Huw Stephen's Radio Show, où il interprétera les titres Illuminated et Silver Lining.

### Happiness(2010–2012)
Hurts entame l'année 2010 en bouclant la composition de 4 chansons pour Sound of 2010. Le 7 janvier 2010, Zane Lowe ajoute le titre Blood Tears and Gold à ses Hottest Record in The World. Il réalise lui-même le clip vidéo mis en ligne trois jours plus tard.
Arthur Barker remixe Wonderful Life le 18 janvier 2010 et Hurts se produira alors le 22 janvier au Michalsky Stylenite à Berlin, suivi de St Phillips Church à Salford. En mars de la même année, Wonderful Life est enfin diffusé en radio sur divers territoires européens. Le single devient un énorme succès au Danemark, à Chypre et en Russie. Le 10 mars, la chanson Better than Love devient le premier titre à se classer en première place chez Huw Stephen's Show sur BBC Radio 1 en Angleterre. La chanson, téléchargeable dans un premier temps, sort enfin sur supports CD et vinyle le 24 mai et entre à la 50e place de l'UK Singles Chart.  À la suite du succès du groupe et de ce titre sur les ondes grecques de Greek Radio, Hurts est invité pour l'interpréter aux MAD Video Music Awards, à Athènes, devant plus de 11 000 personnes le 15 juin 2010. Très peu de temps après, Kylie Minogue annonce qu'elle souhaite enregistrer avec le duo. Naît alors le titre Devotion qui sera inclus dans le premier album du groupe. Pour la remercier, Hurts interprète le hit de Kylie Confide in Me (sorti en 1994) pour la version web du magazine The Sun. Kylie Minogue les remerciera à son tour en interprétant en direct une version de leur tube Wonderful Life sur le Live Lounge.
Pendant l'été 2010, Hurts participe à beaucoup de festivals dont le V Festival, le T in the Park  en Angleterre, le Pukkelpop en Belgique et le SWR3 New Pop Festival en Allemagne. L'album Happiness est finalement enregistré au Sunshine Dance Studio de Manchester le 6 septembre 2010. Celui-ci se placera directement 4e aux UK album Chart, s'écoulant à 25 000 copies dès la première semaine. En octobre, Hurts commence dans une tournée au Royaume-Uni en passant par Brighton, Leeds, Glasgow, Manchester,Birmingham, Bristol et Londres. Leur single Stay réalisé en novembre atteindra la 50e place des charts anglais. Le titre Wondeful Life sera certifié disque de platine avec 500 000 exemplaires, et le groupe recevra le prix du meilleur nouveau groupe aux BAMBI Awards. Ils seront aussi nommés aux MTV Europe Music Awards dans la catégorie Best Push Artist. Hurts conclura l'année 2010 avec le groupe Scissors Sisters sur leur UK Arena Tour en décembre, et réalisera un titre de noël nommé All I Want for Christmas is a New Year's Day pour être téléchargé gratuitement sur iTunes.
Dès février 2011, Happiness monte au Top 30 albums des classements britanniques, suivi d'une seconde tournée nationale, d'apparitions télévisées dont The Graham Norton Show et remporte le prix du meilleur groupe aux NME Awards le 23 février de la même année. À cette occasion, ils interprèteront leur tube Wonderful Life. 
Le 4e single de l'album, intitulé Sunday, sort dans les bacs le 27 février et se classe numéro 57. En mars, Hurts reçoit le prix du meilleur nouveau talent aux ECHO Awards. Le 5e single Illuminated, lancé en Angleterre le 9 mai entre dans les classements à la 159e place. Le 26 juin 2011, Theo et Adam apparaîtront sur la scène de John Peel au Glastonbury Festival. Les lecteurs du magazine NME les nommeront pour la meilleure performance lors de festivals, parmi U2, Coldplay et Beyoncé. Plus trad, ils sélectionneront Hurts comme « groupe de l'été » par le même magazine.
En juin 2011, Hurts annonce sur leur page Facebook qu'il va remixer le titre Lonely Lisa de l’icône pop franco-canadienne Mylène Farmer. 
En septembre 2011, Happiness se vend à 150 000 exemplaires au Royaume-Uni, restant toute l'année au Top 200 des classements d'album. Une version limitée CD/DVD est réalisée le 31 octobre. Celle-ci se vendra à 300 000 exemplaires en Allemagne. Le 3e titre extrait de l'album : Blood Tears and Gold est réalisé en Allemagne le 7 octobre 2011. Hurts embarque pour sa troisième tournée européenne en octobre 2011, passant par l'Ukraine, la République tchèque, la Pologne, l'Allemagne, la Lituanie, l'Estonie, la Finlande, la Russie, la Biélorussie, la Serbie, la Croatie, l'Italie, la Grèce, l’Autriche, la Suisse, la Macédoine et le Royaume-Uni. Hurts confie par l'intermédiaire d'une interview qu'il commence à composer leur second album durant cette même tournée. Le 4 novembre 2011, Hurts joue leur dernier concert du Happiness Tour à la Brixton Academy où Kylie Minogue les rejoint pour interpréter Devotion et Confide In Me.

### Exile(2012–2015)

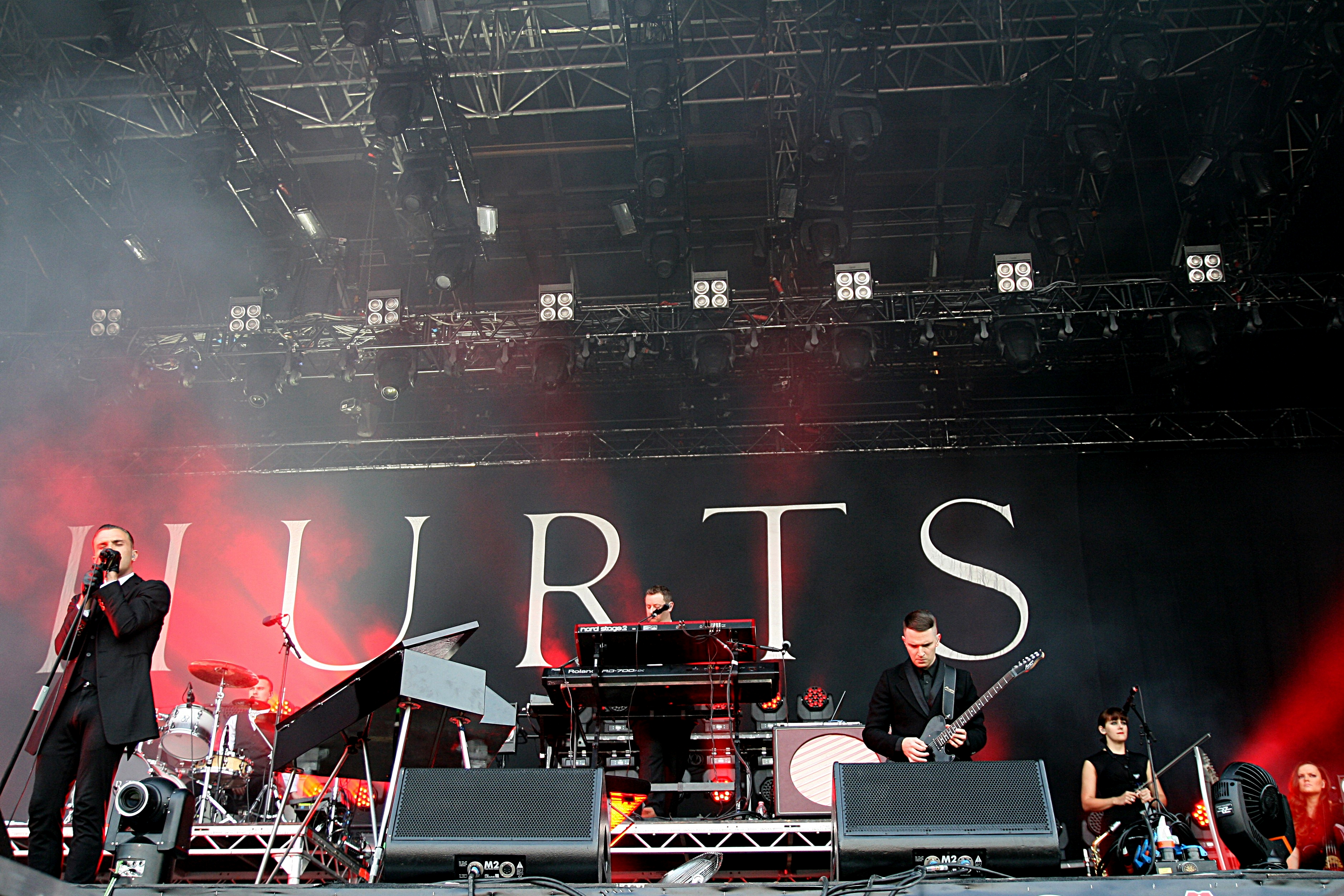
Hurts en concert au festival Rock im Park, en 2013.

En septembre 2012, Hurts commence l'enregistrement de leur prochain album. Ils collaborent une seconde fois avec Jonas Quant. Le 14 décembre 2012, ils annoncent que leur second album studio, Exile, sera disponible le 11 mars 2013 et en pré-commande sur iTunes. Cette annonce est accompagnée d'une vidéo sur la sortie de l'album. Cette vidéo contient un nouvel extrait de l'album  : The Road, sorti le 14 décembre 2012 sur YouTube. Le titre phare de l'album : Miracle, est diffusé le 4 janvier 2013 sur BBC Radio 1. Hurts assiste aux Brit Awards le 20 février 2013 et le 29 juin de la même année participe au Glastonbury Festival 2013.
Le 9 octobre 2015, le groupe sort Surrender, son troisième album studio.

### Desire(depuis 2017)
Le 26 mai 2017, le groupe annonce sur sa page Facebook la sortie d'un nouvel album studio ainsi qu'une tournée : le Desire Tour. Hurts sort donc son dernier album en date, Desire, le 29 septembre 2017. Par suite, le groupe effectue la tournée de l'album dans plusieurs pays : Russie, Finlande, Lettonie, Lituanie, Biélorussie, Allemagne, République tchèque, Slovaquie, Pologne, Ukraine, Moldavie, Autriche, Italie, Suisse, Pays-Bas, Royaume-Uni, Turquie, Taïwan,Corée du Sud, Japon, et Chine.

## Engagements
Avec la sortie de leur clip Beautiful Ones, peu de temps avant la sortie de l'album Desire, Hurts dénonce notamment la transphobie et toutes les formes de discrimination. Le clip est présenté comme une « célébration de l'individualité ». Il évoque en outre les « thèmes de la haine, de l'amour, de la brutalité et de la violence. » Theo Hutchcraft, méconnaissable dans le clip, y interprète un drag-queen victime d'une agression,.
La vidéo est saluée par le magazine Gay Times qui la considère comme « un clip puissant qui se doit d'être vu. »

## Membres
- Theo Hutchcraft – chant
- Adam Anderson – claviers, piano, guitare

## Discographie

### EP
| Année | Détails                                                                                             |
| ----- | --------------------------------------------------------------------------------------------------- |
| 2010  | The Belle Vue EP - Sorti le: 9 juillet 2010 - Label: Major Label - Format: Téléchargement numérique |

### Singles
| Année                                                                              | Titre            | Meilleure position | Meilleure position | Meilleure position | Meilleure position | Meilleure position | Meilleure position | Meilleure position | Meilleure position | Meilleure position | Meilleure position | Album     |
| Année                                                                              | Titre            | UK                 | AUT ,              | DEN ,              | FIN ,              | GER ,              | IRL                | NLD ,              | SWE ,              | SWI ,              | EU ,               | Album     |
| ---------------------------------------------------------------------------------- | ---------------- | ------------------ | ------------------ | ------------------ | ------------------ | ------------------ | ------------------ | ------------------ | ------------------ | ------------------ | ------------------ | --------- |
| 2010                                                                               | Better than Love | 50                 | —                  | —                  | —                  | —                  | —                  | 88                 | —                  | 56                 | —                  | Happiness |
| 2010                                                                               | Wonderful Life   | 21                 | 7                  | 8                  | 15                 | 2                  | 38                 | —                  | 35                 | 8                  | 10                 | Happiness |
| "—" signifie que le single n'a pas atteint les charts ou n'est pas sorti en single |                  |                    |                    |                    |                    |                    |                    |                    |                    |                    |                    |           |

### Autres chansons ayant atteint les charts
| Année | Chanson     | UK | Album     |
| ----- | ----------- | -- | --------- |
| 2010  | Illuminated | 68 | Happiness |
| 2012  | Blind       | 68 | Exile     |

### Collaborations
- 2013 : Under Control (avec Calvin Harris et Alesso)
- 2014 : Ecstasy (avec Calvin Harris)